# Фогель, Марсель
Марсель Фогель (нем. Marcel Vogel; род. 1937) — швейцарский биатлонист, участник зимних Олимпийских игр 1964 года.

## Карьера
На Олимпийских играх 1964 года в Иннсбруке Марсель стал лучшим из швейцарцев в индивидуальной гонке, заняв 45-е место, при этом он показал 31-е время лыжного хода и заработал 24 минуты штрафа (12 промахов).
Через год на чемпионате мира в норвежском Эльверуме в индивидуальной гонке он финишировал последним из участников — 48-м.

### Участие в Чемпионатах мира
| Год  | Место проведения | Инд | Эст |
| 1965 | ЧМ Эльверум      | 48  | —   |

### Участие в Олимпийских играх
| Год  | Место проведения | Инд | Эст |
| 1964 | Иннсбрук         | 45  | —   |